# M/S Huckleberry Finn
M/S Huckleberry Finn, tidigare M/S Nils Dacke och M/S Peter Pan, är ett ropaxfartyg från TT-Line. Det trafikerar normalt sträckan Trelleborg-Rostock men gör även regelbundna turer till Travemünde. Fartyget har svensk flagg med hemmahamn Trelleborgs hamn.
M/S Huckleberry Finn och systerfartyget M/S Tom Sawyer byggdes ursprungligen för en planerad tågfärjeled mellan Trelleborg och Travemünde men när järnridån föll blev linjen inaktuell och de har aldrig transporterat någon järnvägsvagn även om spåren är kvar på huvuddäck.
Det tidigare namnet Peter Pan övertogs av ett nytt M/S Peter Pan 2023.